# Bahnhof Hamburg-Harburg

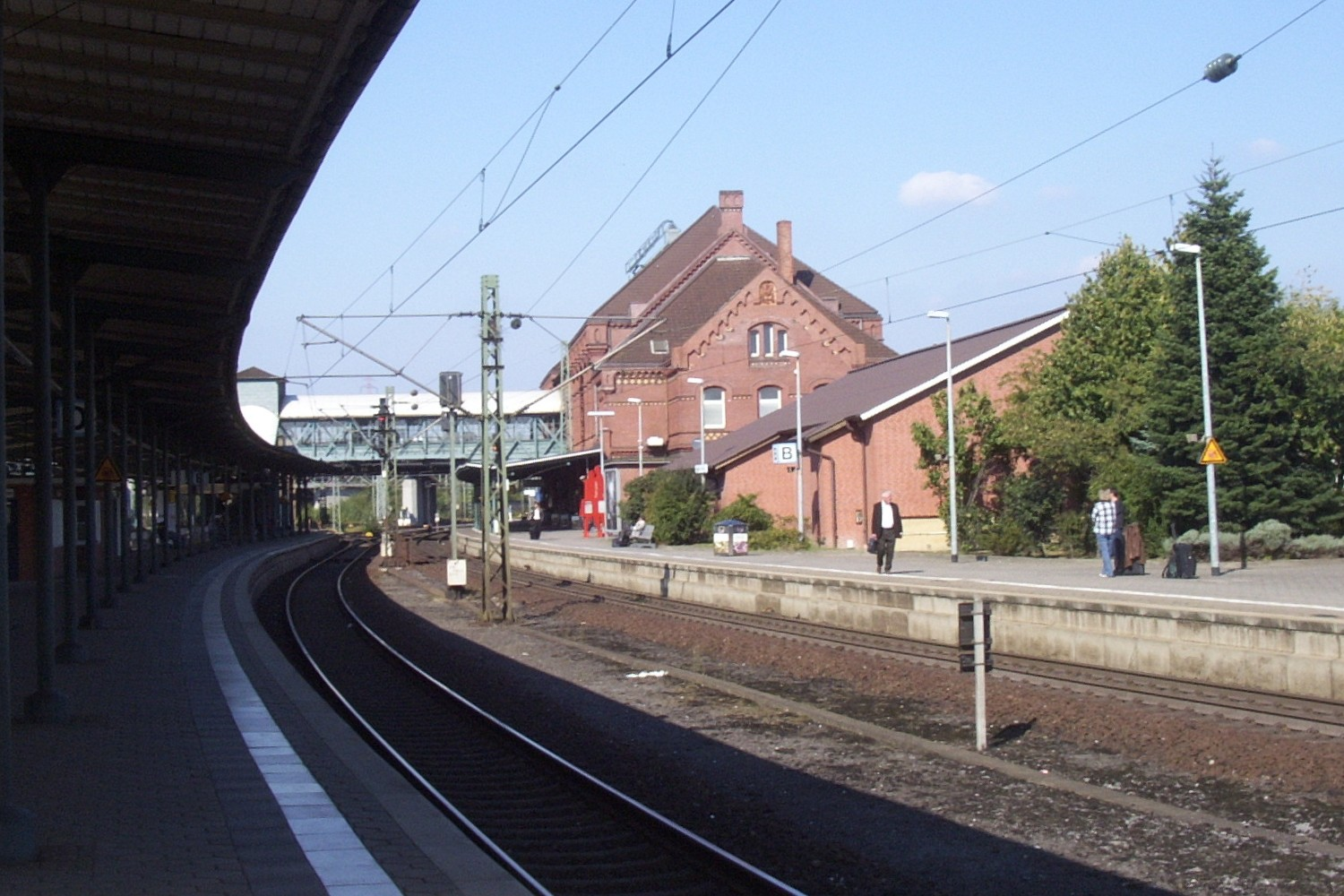
Empfangsgebäude sowie die Gleise 5 und 4

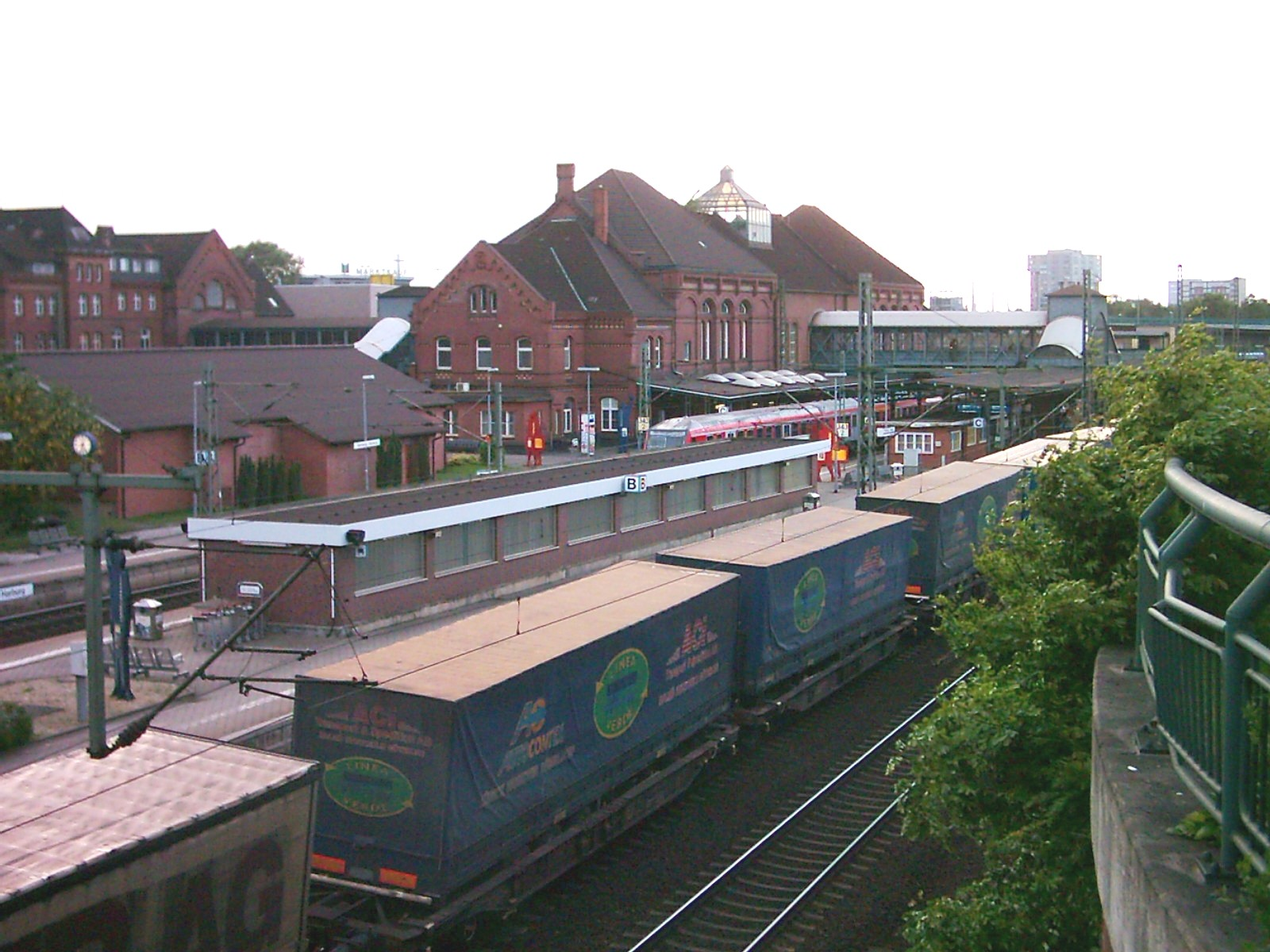
Gleise 1, 2, 9 und 10

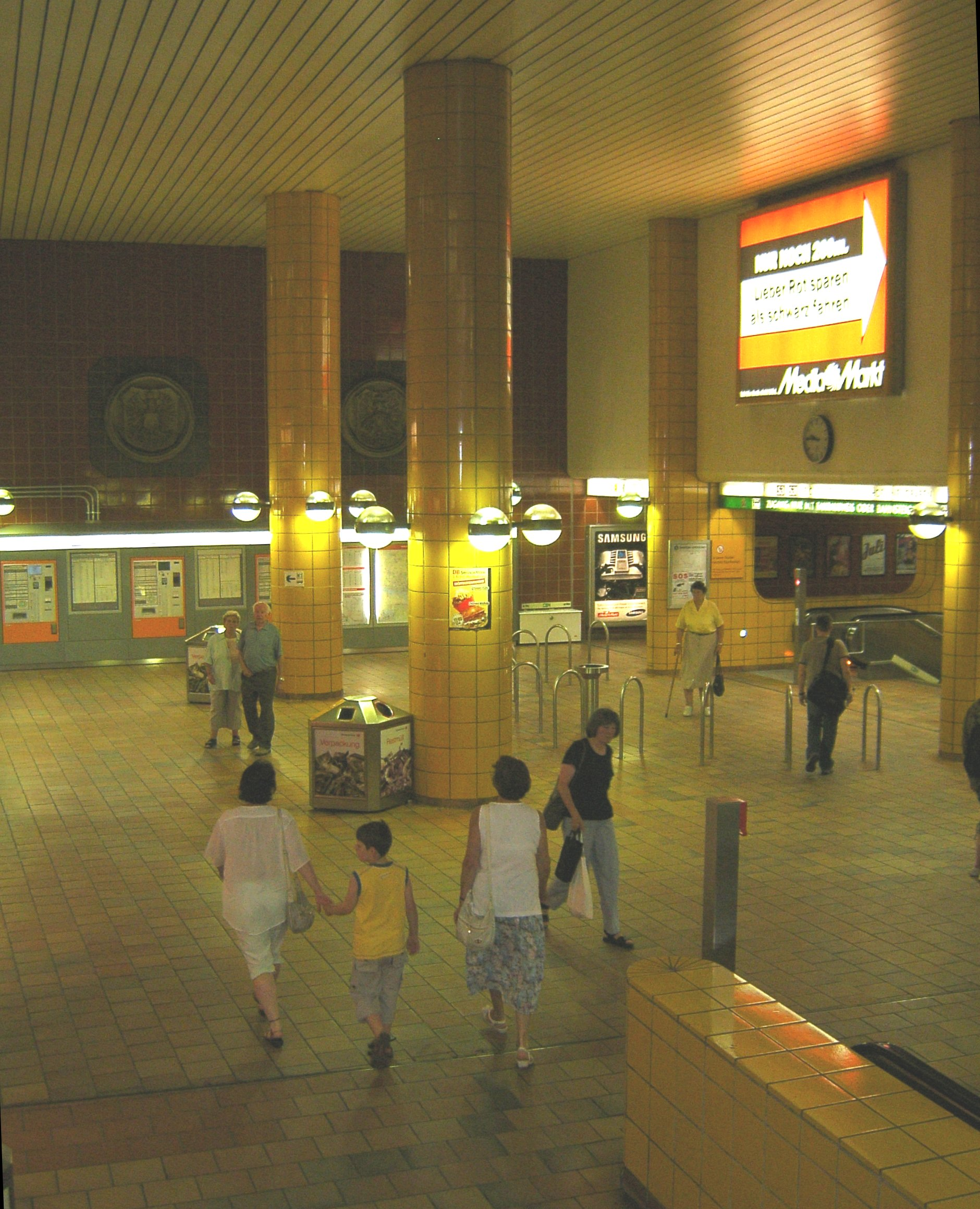
Zugang zum S-Bahn-Haltepunkt

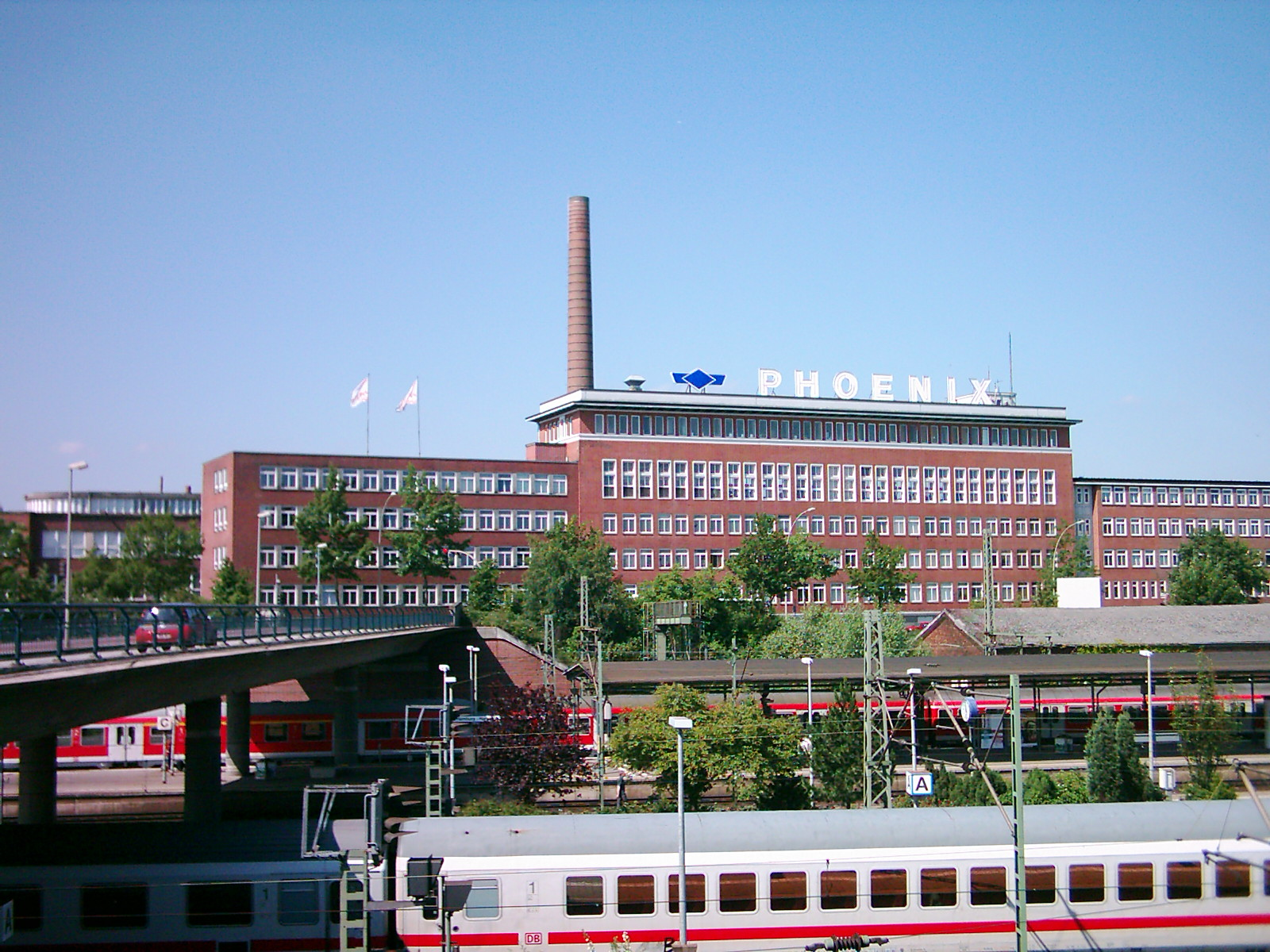
Blick über die Bahnhofsanlagen auf die Verwaltung der Phoenix AG, links die Schlachthofbrücke

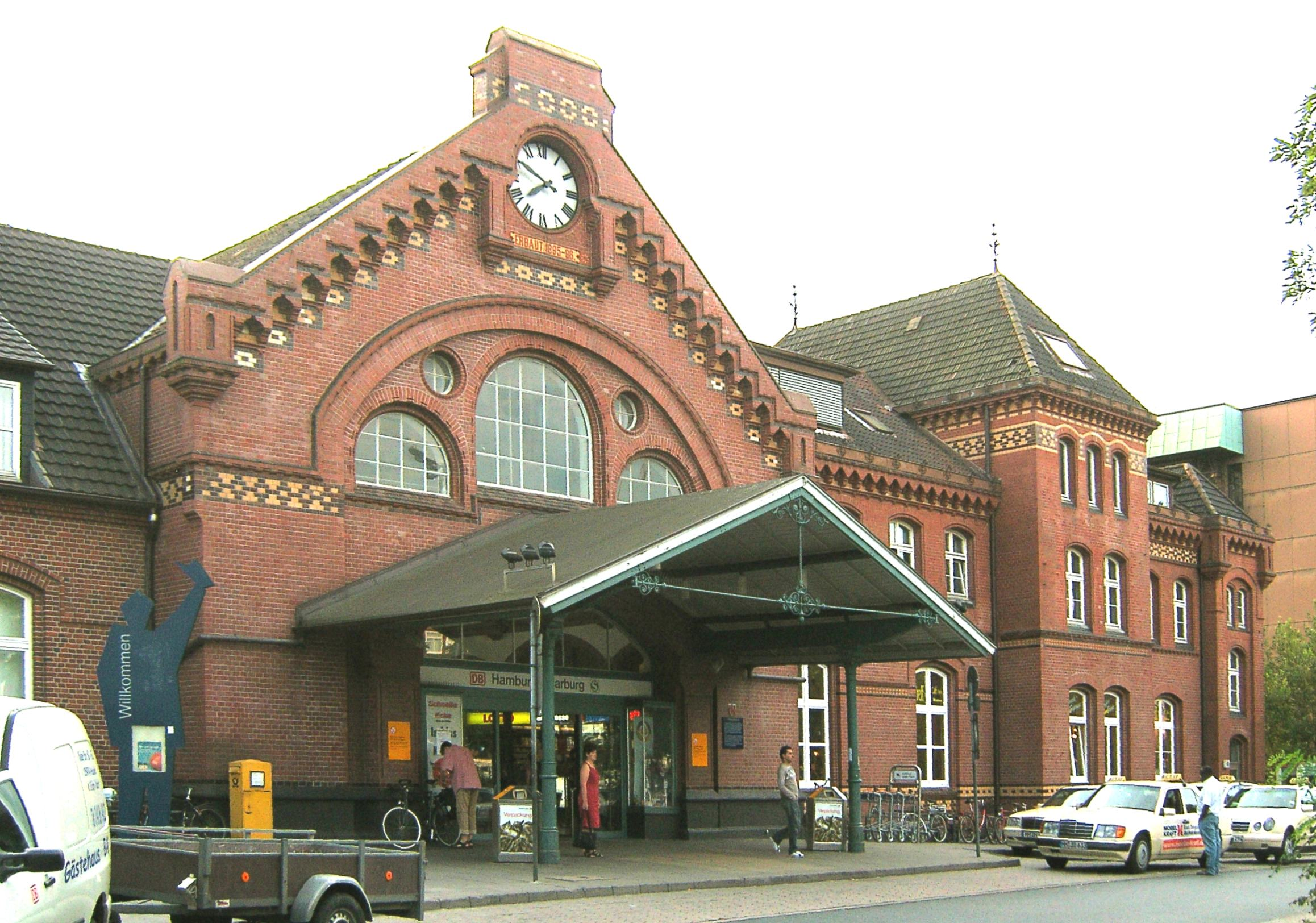
Vorgebäude, Straßenseite

Bahnhof Harburg im Jahr der Fertigstellung 1897

Der Bahnhof Hamburg-Harburg ist ein Fernbahnhof in der Freien und Hansestadt Hamburg im Stadtteil Harburg und der wichtigste Bahnhof für die südlich der Elbe gelegenen Stadtteile. Hier halten Intercity-Express-, Intercity- und EuroCity-Züge, der Flixtrain, Nachtzüge sowie Züge des Schienenpersonennahverkehrs. Mit etwa 80.000 Reisenden täglich ist er der drittmeist frequentierte Bahnhof in Hamburg.
Im Bahnhof mündet die Bahnstrecke Lehrte–Hamburg-Harburg in die Bahnstrecke Wanne-Eickel–Bremen–Hamburg. Auch die Niederelbebahn verläuft ab hier zum Bahnhof Cuxhaven. Ferner verlaufen durch den Bahnhof Strecken für den Güterverkehr zum Hamburger Hafen und zum nahegelegenen Rangierbahnhof Maschen.
Der Bahnhof wird von der S-Bahn-Strecke nach Neugraben in einem Tunnel unterquert, die hier einen Haltepunkt hat.

## Geschichte
Der erste Harburger Bahnhof wurde 1847 für die Bahnstrecke Lehrte–Harburg eröffnet. Er wurde später als Güterbahnhof für Stück- und Expressgut genutzt. Dessen Gelände zwischen östlichem und westlichem Bahnhofskanal lag nach Abbau der Bahnanlagen lange brach. Das Empfangsgebäude des ersten Harburger Bahnhofs war ein Fachwerkbau aus Technischem Fachwerk.
Ein weiterer Bahnhof wurde 1872 mit der Eröffnung der Strecke nach Hamburg gebaut. Er lag in Richtung der Elbbrücken an der Grubestraße (heute: Hannoversche Straße). Er wurde ersetzt durch den heutigen Bahnhof, der am 1. Mai 1897 als Hauptbahnhof der Stadt Harburg eröffnet wurde. Die Entwürfe lieferte der Architekt Hubert Stier. Der neue Hauptbahnhof wurde zugleich anstelle des Unterelbeschen Bahnhofs (1881–1984) zum Ausgangspunkt der Niederelbebahn nach Cuxhaven.
Die Bezeichnung Harburg Hauptbahnhof behielt er bis 1927, danach hieß er bis 1938 Harburg-Wilhelmsburg Hauptbahnhof (nach Bildung der Stadt Harburg-Wilhelmsburg). Durch das Groß-Hamburg-Gesetz wurde das preußische Harburg der Hansestadt Hamburg zugeordnet, die Bezeichnung Bahnhof Hamburg-Harburg gilt seit dem 1. April 1938.
Während Harburg bis dahin nur von konventionellen Zügen angefahren wurde, war im Oktober 1983 Einweihung der mit Gleichstrom-Triebzügen befahrenen S-Bahn-Strecke Hamburg–Harburg, deren zweigleisige Tunnelstation quer unter den nördlichen Bahnsteigenden errichtet wurde.
Am 18. Oktober 2003 kam es infolge eines Kabelbrandes im S-Bahn-Tunnel zu einem Millionenschaden. Menschen wurden nicht verletzt. Der S-Bahn-Verkehr zwischen Harburg Rathaus und Wilhelmsburg war bis zum 27. Oktober 2003 unterbrochen.
Hamburg plante um 2015, falls es den Zuschlag für die Ausrichtung der Olympischen Sommerspiele 2024 oder 2028 erhielte, im Bahnhof Harburg temporär einige Bahnsteige zu verlängern. Dafür hätten laut Senatsvorlage zwei Gleise wiederhergestellt werden müssen.

## Bahnhofsanlagen
Der Personenbahnhof verfügt über drei Bahnsteige mit je zwei Gleisen. Westlich sind zwei und östlich drei Gleise für durchfahrende Güterzüge vorhanden. Die beiden Hauptbauten, das Eingangsgebäude (ursprünglich mit Gepäckabfertigung, dort wo heute das Reisezentrum ist) und das Empfangsgebäude (ursprünglich mit Wartesaal 1. und 2. Klasse sowie gegenüber Wartesaal 3. und 4. Klasse) sind in Backsteinbauweise ausgeführt. Das Empfangsgebäude befindet sich im Bereich des breiten mittleren Bahnsteiges. Eine überdachte Fußgängerbrücke verbindet alle Bahnsteige mit dem Eingangsgebäude an der Hannoverschen Straße. Der breite Mittelbahnsteig wies früher am nördlichen Ende eine Kopframpe auf und hatte auf der südlichen Seite drei Abstellgleise, die zwischen den beiden Bahnkanten lagen. Die Ende der 1980er Jahre fertiggestellte, inzwischen ehemalige Hauptpost am Neuländer Platz östlich des Bahnhofs, hat eine Verbindung zum Bahnsteig der Gleise 1 und 2. Hier befindet sich eine nachträglich eingebaute Rampe, um mit der Bahn verladene Post und Pakete ins Postgebäude zu schaffen. Von dieser Einrichtung wurde jedoch nur kurze Zeit Gebrauch gemacht. Ursprünglich war geplant, das dritte, östliche Gütergleis direkt für die Postbeladung des neuen Postamtes zu nutzen. Da der Bahnpostverkehr nur noch über zentralisierte Verteilzentren der Deutschen Post AG mittels Containern erfolgt, wurde diese bauliche Verbindung überflüssig.
Südlich des Personenbahnhofs befand sich ein zweiseitiger Rangierbahnhof, der nach seiner Stilllegung infolge der Errichtung des Rangierbahnhofs Maschen durch eine viel kleinere einfache Gleisharfe für den örtlichen Güterverkehr ersetzt wurde. Daneben befindet sich ein Gleislager. Früher gab es hier das Ausbesserungswerk Hamburg-Harburg nordöstlich des Personenbahnhofs, dessen denkmalgeschützte Hallen für die Nutzung als Baumarkt umgebaut und erhalten wurden.
Im Zuge des Konjunkturprogramms 2009 wurde das Empfangsgebäude mit energetischen Maßnahmen durch die DB Station&Service AG saniert. Darüber hinaus wurde auch die Personenüberführung saniert und der Wetterschutz verbessert.
Der Bahnhof soll gemäß Bundesverkehrswegeplan 2030 um einen Tiefbahnhof im Zuge der Verbindungskurve Harburg ergänzt werden.

## Kulturbahnhof
Im Gebäude zwischen den Bahnsteigen befindet sich im ehemaligen Wartesaal 3. und 4. Klasse, der später als Lehrstellwerk genutzt wurde, seit 2005 der Jazzclub im Stellwerk. Ihm gegenüber befindet sich der ehemalige Wartesaal 1. und 2. Klasse, dessen ursprüngliche Kassettendecke noch erhalten ist. Er beheimatet den Kunstverein Harburger Bahnhof e. V. mit wechselnden Kunstausstellungen.

## Betrieb

### Fernverkehr
Im Schienenpersonenfernverkehr wird Hamburg-Harburg von verschiedenen Intercity-Express-Linien bedient. Die beiden Intercity-Express-Linien ICE 42 und ICE 43 verdichten sich zwischen Hamburg und Dortmund gemeinsam zu einem Stundentakt. Stand: Fahrplanwechsel 2023/24
| Linie  | Linienverlauf | Takt                  |
| ------ | --- | --------------------- |
| ICE 11 | München – Stuttgart – Frankfurt – Hannover – Hamburg-Harburg – Hamburg | einzelne Züge nachts  |
| ICE 25 | (Lübeck –) Hamburg – Hamburg-Harburg – Hannover – Kassel-Wilhelmshöhe – Fulda – Würzburg – Nürnberg – Ingolstadt – München (– Garmisch-Partenkirchen)                         | Stundentakt           |
| ICE 26 | (Ostseebad Binz –) Stralsund – Rostock – Hamburg-Harburg – Hannover – Kassel-Wilhelmshöhe – Gießen – Frankfurt – Heidelberg – Karlsruhe                                       | Zweistundentakt       |
| ICE 39 | (Westerland (Sylt) –/Dagebüll Mole –) Hamburg – Hamburg-Harburg – Münster – Köln                                                                                              | einzelne Züge         |
| ICE 42 | (Kiel –) Hamburg-Altona – Hamburg-Harburg – Bremen – Osnabrück – Münster – Dortmund – Köln – Stuttgart – München                                                              | Zweistundentakt       |
| ICE 43 | (Ostseebad Binz –) Hamburg – Hamburg-Harburg – Bremen – Osnabrück – Münster – Dortmund – Wuppertal – Köln – Frankfurt Flughafen – Mannheim – Karlsruhe – Freiburg – Basel SBB | Zweistundentakt       |
| FLX 20 | Hamburg – Hamburg-Harburg – Bremen – Osnabrück – Münster – Gelsenkirchen – Essen – Duisburg – Düsseldorf – Köln                                                               | 1–2 Zugpaare          |
| NJ     | Hamburg – Hamburg-Harburg – Hannover – Augsburg – München | 1× täglich (Nachtzug) |
| NJ     | Hamburg – Hamburg-Harburg – Hannover – Karlsruhe – Freiburg – Basel – Zürich                                                                                                  | 1× täglich (Nachtzug) |
| NJ     | Hamburg – Hamburg-Harburg – Hannover – Nürnberg – Linz – Wien | 1× täglich (Nachtzug) |

### Regionalverkehr
| Linie | Linienverlauf                                                       | EVU                            | Takt (min)      | Fahrzeugmaterial                               | KBS |
| ----- | ------------------------------------------------------------------- | ------------------------------ | --------------- | ---------------------------------------------- | --- |
| RE 3  | Hamburg – Hamburg-Harburg – Lüneburg – Uelzen (– Celle – Hannover)  | Metronom Eisenbahngesellschaft | 60 + Verstärker | Bombardier Traxx + Bombardier-Doppelstockwagen | 110 |
| RB 31 | Hamburg – Hamburg-Harburg – Meckelfeld – Winsen (Luhe) – Lüneburg   | Metronom Eisenbahngesellschaft | 60 + Verstärker | Bombardier Traxx + Bombardier-Doppelstockwagen | 110 |
| RE 4  | Hamburg – Hamburg-Harburg – Buchholz – Tostedt – Rotenburg – Bremen | Metronom Eisenbahngesellschaft | 60 + Verstärker | Bombardier Traxx + Bombardier-Doppelstockwagen | 120 |
| RB 41 | Hamburg – Hamburg-Harburg – Buchholz – Tostedt – Rotenburg – Bremen | Metronom Eisenbahngesellschaft | 60 + Verstärker | Bombardier Traxx + Bombardier-Doppelstockwagen | 120 |
| RE 5  | Hamburg – Hamburg-Harburg – Buxtehude – Stade – Cuxhaven            | Start Unterelbe                | 60 + Verstärker | Bombardier Traxx + Bombardier-Doppelstockwagen | 121 |
| RB 38 | Hamburg-Harburg – Buchholz – Soltau – Hannover (nur sa/so)          | Start Niedersachsen Mitte      |                 | Alstom Coradia LINT 41 (BR 648)                |     |

### Schnellbahnverkehr
Die S-Bahn Hamburg GmbH ist ein Tochterunternehmen der Deutschen Bahn und betreibt die Linien S3 sowie S5.
| Linie | Verlauf |
| ----- | --- |
| S 3   | Pinneberg – Thesdorf – Halstenbek – Krupunder – Elbgaustraße – Eidelstedt – Stellingen (Arenen) – Langenfelde – Diebsteich – Altona – Königstraße – Reeperbahn – Landungsbrücken – Stadthausbrücke – Jungfernstieg – Hauptbahnhof – Hammerbrook (City Süd) – Elbbrücken – Veddel (BallinStadt) – Wilhelmsburg – Harburg – Harburg Rathaus – Heimfeld (TU Hamburg) – Neuwiedenthal – Neugraben                                                     |
| S 5   | Elbgaustraße – Eidelstedt – Stellingen (Arenen) – Langenfelde – Diebsteich – Holstenstraße – Sternschanze – Dammtor – Hauptbahnhof \ Hauptstrecke – Hammerbrook (City Süd) – Elbbrücken – Veddel (BallinStadt) – Wilhelmsburg – Harburg – Harburg Rathaus – Heimfeld (TU Hamburg) – Neuwiedenthal – Neugraben – Fischbek – Neu Wulmstorf – Buxtehude – Neukloster – Horneburg – Dollern – Agathenburg – Stade / in Tagesrandzeiten – Berliner Tor |

## Trivia
Im Tunnelbahnhof der S-Bahn ist ein Stationsschild der Londoner U-Bahn-Station Victoria angebracht im Zeichen guter Zusammenarbeit mit der London Underground.